# Пифолай
Пифолай (др.-греч. Πυθόλαος) — тиран фессалийского города Феры IV века до н. э.

## Биография
Пифолай родился в семье Ясона, тирана Фер и верховного вождя-тага Фессалии 370-х годов до н. э., который на момент своей гибели был одним из наиболее могущественных правителей в Древней Греции. По одной из версий, основанной на свидетельстве грамматика Конона времён правления Августа, Ликофрон был сыном некоего Эвалка или Полиалка. Современные историки считают рассказ Конона недостоверным.
На момент убийства Ясона в 370 году до н. э. его дети были слишком малы, чтобы наследовать отцу. Вскоре власть в Ферах захватил двоюродный брат Ликофрона Александр. За одиннадцать лет правления он приобрёл славу жестокого тирана, чуть ли не «худшего из всех, которых порождала греческая земля». В 358 году до н. э. жена Александра Феба организовала заговор против супруга. Династический брак Александра с дочерью его влиятельного предшественника Ясона был несчастливым и бездетным. В изложении античных авторов, Феба уговорила братьев Тисифона и Ликофрона спрятаться в одной из комнат дома, а затем Александр был убит ими во время сна, Хоть античные авторы и не упоминают среди убийц Пифолая, его участие в заговоре было весьма вероятным.
Непосредственно после убийства Ясона власть в Ферах перешла к Тисифону. Однако, Ликофрон играл при нём столь важную роль, что по мнению современных историков речь может идти о соправлении.
К 354 году до н. э. Тисифон, предположительно, умер и Ликофрон стал полновластным правителем Фер взяв в соправители Пифолая. Ферские тираны напали на свободные фессалийские города, которые вновь обратились за помощью к Филиппу II. Македонский царь вновь пришёл им на помощь и даже захватил портовый город Фер Пагасы, отрезав их от доступу к морю. На этом фоне в противостояние вмешались фокидяне. Стратег-автократор Фокидского союза Ономарх не мог допустить объединения Фессалии, так как видел в этом непосредственную угрозу для своих владений. Также, гипотетическая победа Фер вывела бы Фессалию из Третьей Священной войны и существенно бы улучшила стратегическое положение фокидян. Между двумя правителя был заключён союз. Первая экспедиция фокидян под командованием Фаилла оказалась неудачной, однако затем Ономарх привёл в Фессалию свои основные силы и разбил македонян. Филипп II был вынужден отступить, где стал готовиться к реваншу.
В 353 или 352 году до н. э. Филипп II снова вторгся в Фессалию, объединил свои силы с войсками Ларисы и других фессалийских городов и двинулся к портовому полису Пагасам. Ферские тираны вновь обратились за помощью к Ономарху, и тот был вынужден прервать удачный поход в Беотию и двинулся на север. Предположительно, он рассчитывал соединить своё войско с силами Ликофрона. Чтобы не допустить соединения Ономарха с его ферскими союзниками, Филипп спешно занял позицию на полпути между Фермопильским проходом и Ферами на так называемом Крокусовом поле — обширной равнине на побережье Пагасийского залива между Фтиотийскими Фивами и Алосом.
В последующей битве войско Ономарха было разбито, а сам военачальник погиб. Ближайшим результатом битвы стала капитуляция Фер. Тираны Ликофрон и Пифолай сдали город в обмен на право свободного прохода с войском, которое насчитывало две тысячи человек. Таким образом завершилась длившаяся около 50 лет тирания в Ферах.
Со своим войском Ликофрон и Пифолай отправились в Фокиду, где после смерти Ономарха стратегом-автократором стал его брат Фаилл. Братья помогли спартанцам в их войне с Мегалополем отправив отряд в сто пятьдесят всадников. В 349 году до н. э. Ликофрон с Пифолаем находился в Афинах, где им пришлось предстать перед судом по неизвестному историкам обвинению. Пифолай был лишён гражданства. Имя Ликофрона в этом контексте не упомянуто. Предположительно, он умер до окончания судебного процесса.
Последнее упоминание Пифолая в античных источниках содержится у Диодора Сицилийского при описании событий Олинфской войны 349—348 годов до н. э. Пифолай на короткое время смог вернуть себе власть в Ферах, что вынудило Филиппа II снять осаду с Олинфа и отправиться в Фессалию.